# 広島市立安佐南中学校
広島市立安佐南中学校（ひろしましりつ あさみなみちゅうがっこう）は広島県広島市安佐南区大町西二丁目にある公立中学校。

## 概要
開校と同時に難聴学級が開設された。「自主・協調・実践」を校訓とし、この中学校の名称である安佐南（AsaMinami）からAとMを校章に取り入れ、通学カバンなどに描かれている。周りはほぼ山に囲まれており、所在地が高いので、生徒は長い坂道を歩いて登校することになる。これは生徒会歌の一節にもなっている。

## 沿革
- 1983年（昭和58年）4月1日 - 広島市立安佐中学校より分離され開校
- 1983年（昭和58年）4月6日 - 開校式を行う

## 校区
- 広島市立古市小学校の校区
  - 緑井一丁目（29番40号～53号、32番）、中筋四丁目（20番）、古市一丁目～古市三丁目、古市四丁目（祇園学区分を除く）、中須一丁目、中須二丁目（緑井学区分を除く）、西原五丁目（1番1号～5号、1番24号～30号）、西原九丁目（1番）
- 広島市立大町小学校の校区
  - 大町東一丁目～大町東三丁目、 大町東四丁目（毘沙門台及び安東学区分を除く）、大町西一丁目～大町西三丁目、大町

## 部活動

### 体育系
- バレーボール部（男子・女子）
- バスケットボール部（男子・女子）
- 陸上部（男子・女子）
- 卓球部（男子）
- サッカー部（男子）
- 野球部（男子・女子）
- バドミントン部（女子）
- ソフトテニス部（女子）

### 文化系
- 吹奏楽部
- 美術部
- 情報科学部
- 家庭科部

## 著名な出身者
- 内冨寛法（元男子バレーボール選手、元JTサンダーズ）
- 川原麻実（元女子バレーボール選手、元JTマーヴェラス）